# Stenstorp
Stenstorp is een plaats in de gemeente Falköping in het landschap Västergötland en de provincie Västra Götalands län in Zweden. De plaats heeft 1630 inwoners (2005) en een oppervlakte van 167 hectare.

## Verkeer en vervoer
Bij de plaats lopen de Riksväg 26 en Riksväg 46.
De plaats heeft een station op de spoorlijnen Stockholm - Göteborg (bestaand), Stenstorp - Hjo / Tidaholm (opgebroken) en Lidköping - Stenstorp (opgebroken).

## Geboren
- Nils Gustaf Dalén (1869-1937), natuurkundige en Nobelprijswinnaar (1912)
- Peter Karlsson (1969), tafeltennisspeler